# Aslan Abdussalajewitsch Daschajew
Aslan Abdussalajewitsch Daschajew (russisch Аслан Абдусалаевич Дашаев; * 19. Februar 1989 in Grosny) ist ein russischer Fußballspieler.

## Karriere
Daschajew begann seine Karriere bei Terek Grosny. Im Juli 2010 absolvierte er im Cup sein einziges Spiel für die Profis Tereks. Zur Saison 2011/12 wechselte er zum Drittligisten Anguscht Nasran. In seiner ersten Spielzeit absolvierte er 32 Partien in der Perwenstwo PFL. In der Saison 2012/13 kam er zu 30 Drittligaeinsätzen, mit Anguscht stieg er zu Saisonende in die Perwenstwo FNL auf. Im Juli 2013 gab er dann sein Zweitligadebüt. Für Nasran spielte er 29 Mal in der FNL, ehe er im April 2014 für ein halbes Jahr gesperrt wurde. Daschajew und sein Teamkollege Iles Gasdijew hatten im Spiel gegen den FK Jenissei Krasnojarsk Kirill Maruschtschak zusammengeschlagen.
Nach dem Ablauf seiner Sperre wechselte der Verteidiger im Februar 2015 zum Drittligisten Spartak Naltschik. Für Naltschik spielte er bis zum Ende der Saison 2014/15 14 Mal in der PFL. In der Saison 2015/16 kam er in allen 26 Saisonspielen zum Einsatz, mit Naltschik stieg er in die FNL auf. In der zweithöchsten Spielklasse verpasste er nur ein Spiel gesperrt und kam somit zu 37 Zweitligaeinsätzen. Mit Spartak stieg er aber direkt wieder in die PFL ab. Daschajew blieb der Liga allerdings erhalten und schloss sich zur Saison 2017/18 Awangard Kursk an. In Kursk absolvierte er in der Saison 2017/18 34 Partien, ebenso viele Spiele machte er 2018/19. In der Saison 2019/20 kam er bis zur Winterpause zu 19 Einsätzen.
Im Januar 2020 wechselte er innerhalb der Liga zum FK Fakel Woronesch. Für Fakel kam er zu zwei Einsätzen, ehe die Saison COVID-bedingt abgebrochen wurde. In der Saison 2020/21 absolvierte der Innenverteidiger 22 Partien in der FNL, in der Saison 2021/22 kam er zu 31 Einsätzen. Mit Woronesch stieg er 2022 in die Premjer-Liga auf. Im Juli 2022 gab er dann gegen den FK Krasnodar im Alter von 33 Jahren sein Debüt in der höchsten Spielklasse. In jenem Spiel, das 2:2-Remis endete, erzielte er auch prompt sein erstes Erstligator. Bis zur Winterpause kam er sechsmal im Oberhaus zum Einsatz. Im Januar 2023 wurde sein Vertrag in Woronesch aufgelöst.
Anschließend wechselte er im Februar 2023 zum Zweitligisten Wolga Uljanowsk.